# Conférence de Dumbarton Oaks
 (avril 2017).

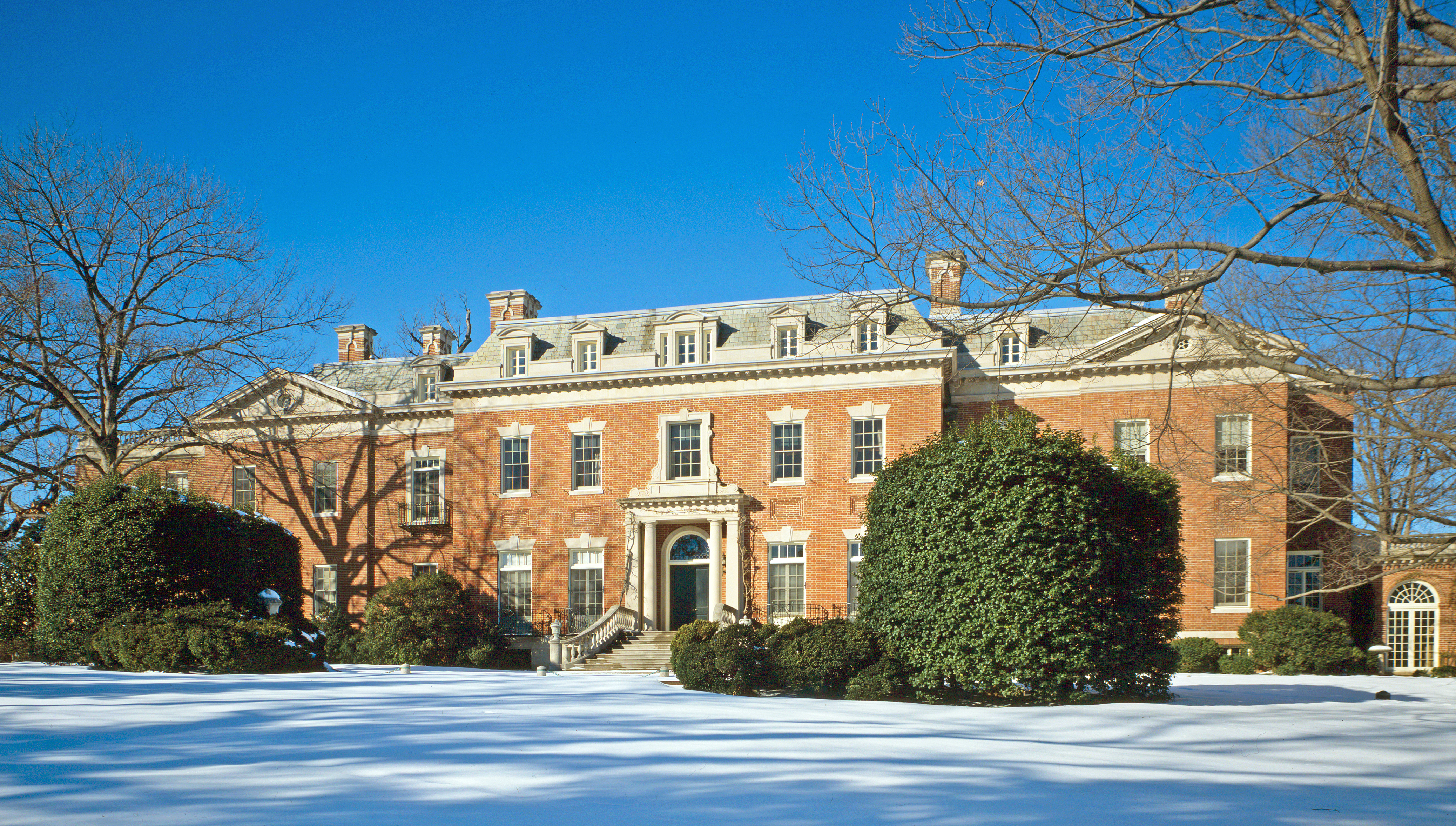
Dumbarton Oaks.

La conférence de Dumbarton Oaks est une conférence qui a jeté les bases de l'Organisation des Nations unies (ONU). Elle a eu lieu durant la Seconde Guerre mondiale, du 21 août au 7 octobre 1944, dans la villa de Dumbarton Oaks, à Washington, D. C. et a gardé le nom du lieu, situé dans le quartier de Georgetown.
Y participent les États-Unis, le Royaume-Uni, l'Union soviétique et la république de Chine. Il s'agit de promouvoir l'ONU en s'inspirant de la Société des Nations, mais cette fois avec une implication particulière des États-Unis. On y élabore la première ébauche de la Charte des Nations unies. Par la suite, d'autres rencontres auront lieu, au cours desquelles les objectifs, la structure et le mode de fonctionnement de la future organisation seront clarifiés.
On y retient le principe de certaines institutions : l'Assemblée générale, le Conseil de sécurité, le Secrétariat et la Cour de justice internationale de La Haye.